# Sakkélet
«Шаккелет» («Sakkélet» — «Шахматная жизнь») — ежемесячный журнал Венгерской шахматной федерации. Издаётся в Будапеште с 1951 (до 1985 назывался «Мадьяр шаккелет» («Magyar Sakkélet» — «Шахматная жизнь Венгрии»)). Главный редактор —  А. Ожват (с 1985).
Продолжает традиции журнала «Мадьяр шакквилаг» («Magyar sakkvilág»), который издавался с перерывами в 1911—1950. Освещает шахматную жизнь Венгрии и других стран, публикует лучшие партии венгерских шахматистов, обзоры крупных соревнований, статьи о творчестве венгерских и иностранных шахматистов, материалы по шахматной истории, композиции, библиографии и другое. Уделяет большое внимание шахматной жизни в СССР.